# Mosabacka kyrka
Mosabacka kyrka (finska: Tapanilan kirkko) är en kyrka i Helsingfors. Garantiföreningen för Mosabacka kyrka grundades under ledning av pastor F.E. Lilja i september 1929. Mannerheims Barnskyddsförbund föreslog 1947 åt församlingen att en kyrka skulle byggas gemensamt, men projektet upphörde på grund av penningbrist. Detta upprepade sig 1950, då ritningar och kostnadsberäkning gjordes på initiativ av läraren K.J. Läntinen, ordföranden för garantiföreningen för Mosabacka kyrka. Kyrkans grundsten murades 20 januari 1957. Den invigdes 22 september 1957, med president Urho Kekkonen med fru på plats. Kyrkans orgel, med 11 register, gjordes av Gebrüder Jemlich Orgelbaun och blev färdig 1958. Kyrkan totalrenoverades 1995. Kyrkan används av Malmin seurakunta.